# Birkás Péter
Birkás Péter (1960. május 2. –) labdarúgó, csatár.

## Pályafutása
Az Újpesti Dózsában kezdte a labdarúgást. Az ifjúsági csapatból kikerülve először a Ganz-Mávag csapatában szerepelt kölcsönben, majd sorkatonai szolgálata alatt a H. Papp József SE együttesében. Az élvonalban az Újpesti Dózsa csapatában mutatkozott 1981. augusztus 15-én a SZEOL AK ellen, ahol csapata 1–0-ra győzött. Újpesten egy idényen át játszott és az ő két góljával lett magyar kupa-győztes a csapat. 1982 és 1984 között a Vasas csapatában szerepelt. Ezt követően még egy-egy idényt játszott a SZEOL AK és Csepel csapatában. Utolsó mérkőzésen a Vasastól 1–0-ra kapott ki csapata.

## Sikerei, díjai
- Magyar kupa (MNK)
  - döntős: 1982